# 倪家桥站
倪家桥站是成都地铁1号线和8号线的换乘车站，1号线车站于2010年9月27日启用，8号线车站于2020年12月18日启用。

## 车站概况
本站位于中國四川省成都市武侯区玉林街道人民南路四段倪家桥路口。1号线车站沿人民南路布置，8号线车站沿倪家桥路布置。因老地名倪家桥得名。

## 车站结构
倪家桥站为地下三层车站，1号线站台位于地下二层，为单柱双跨岛式站台；8号线车站总长277米，宽22.米，站台位于地下三层，宽13米，为双柱三跨岛式站台。两线车站构成T型站厅换乘。
|                   |  | 1号线往韦家碾（省体育馆）       |
| 島式 · 開左邊车门 |  |                                 |
|                   |  | 1号线往科学城或五根松（桐梓林） |

|                                  |  | 8号线往桂龙路（川大望江校区） |
| 島式 · 開左邊车门 · 无障碍卫生间 |  |                               |
|                                  |  | 8号线往龙港（芳草街）         |

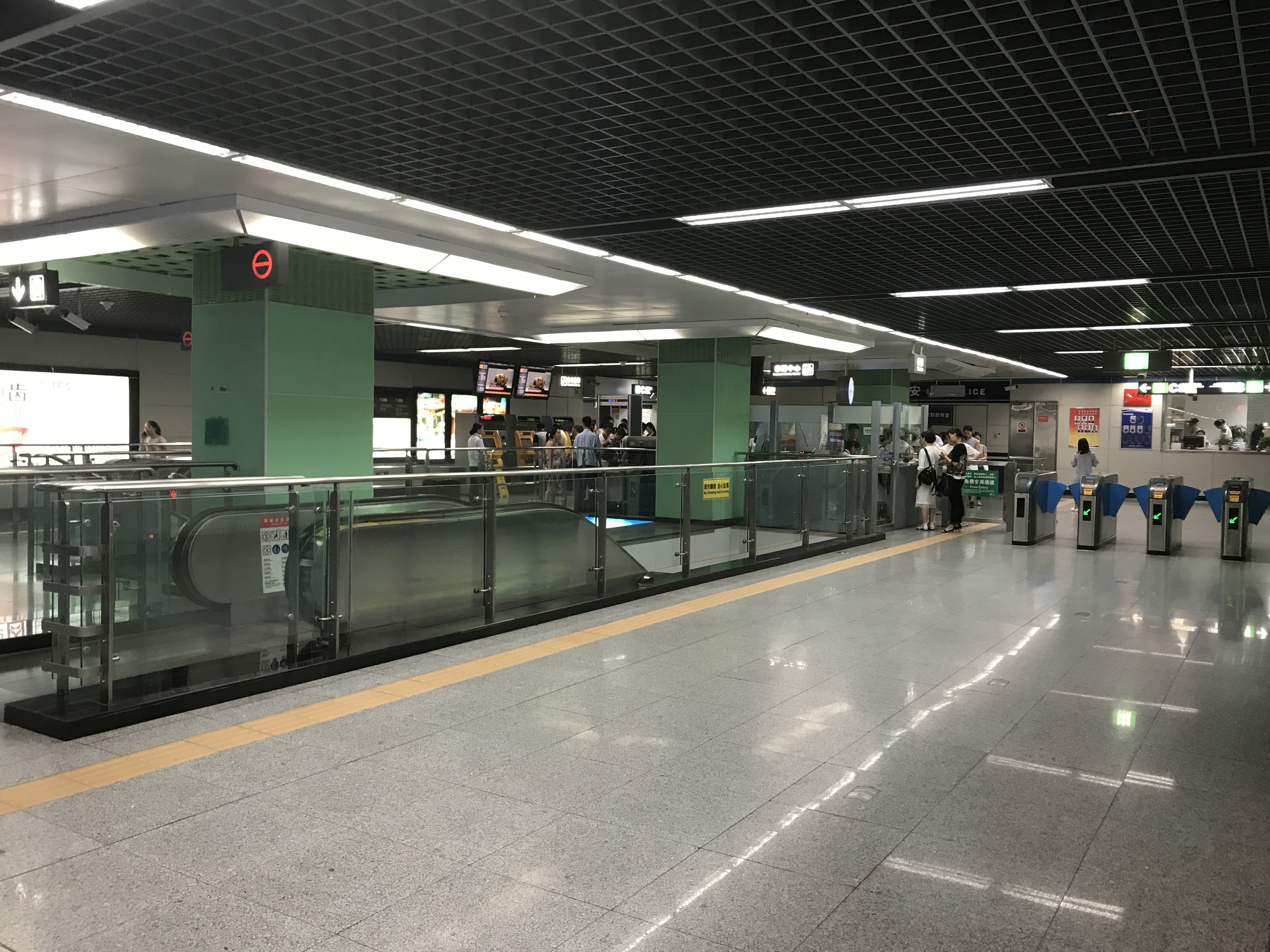
1号线站厅层
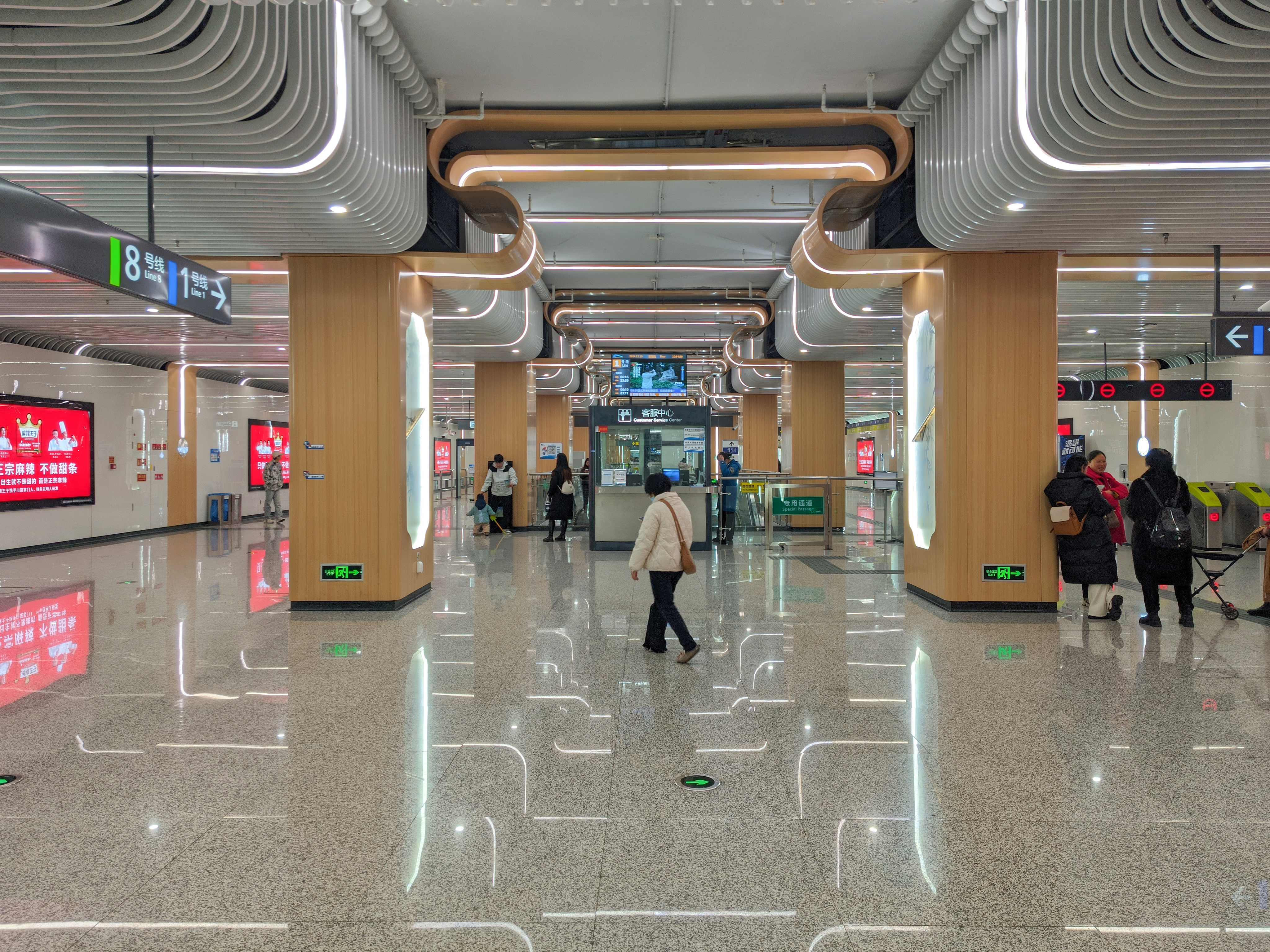
8号线站厅层
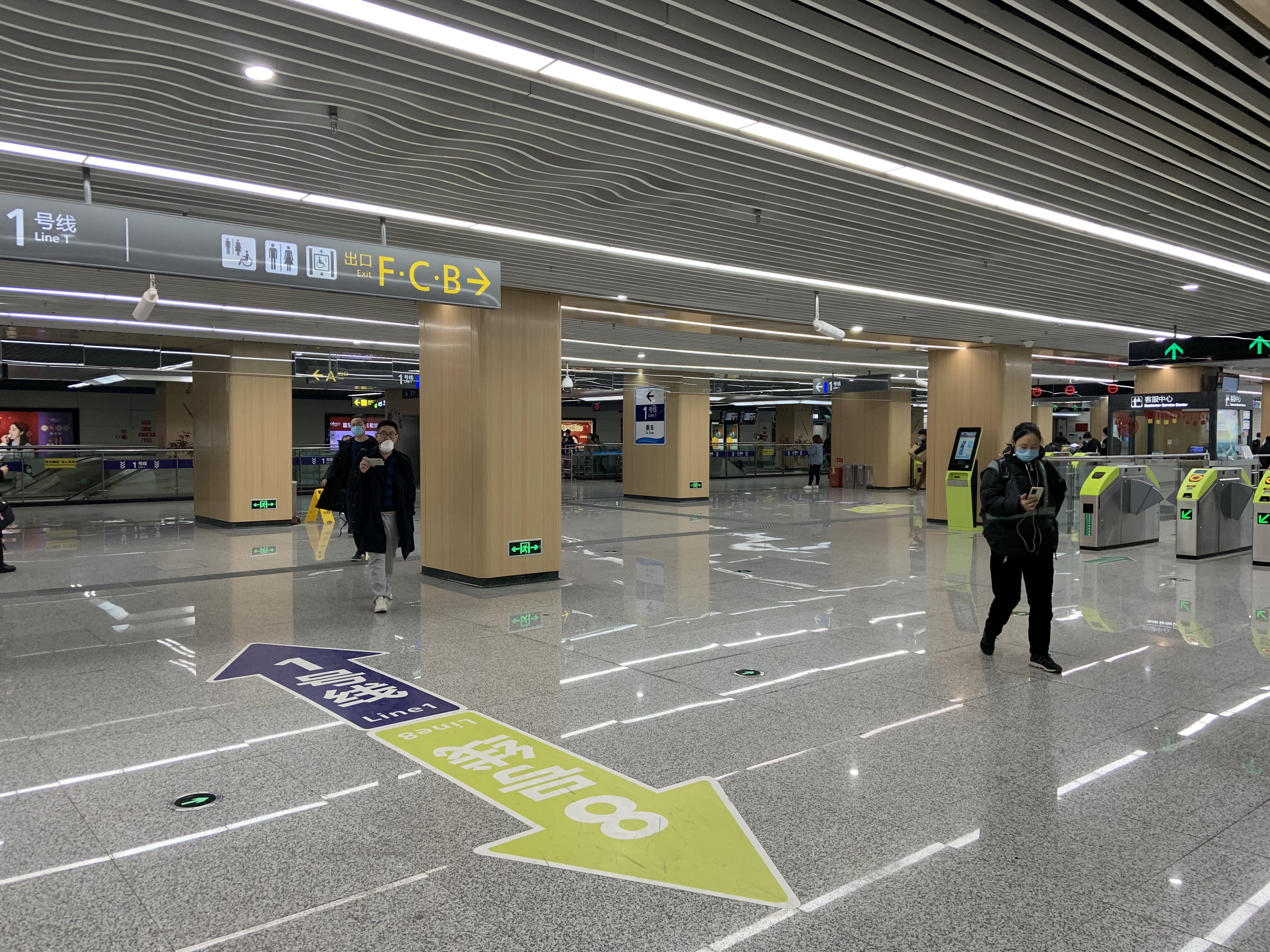
站厅换乘衔接处
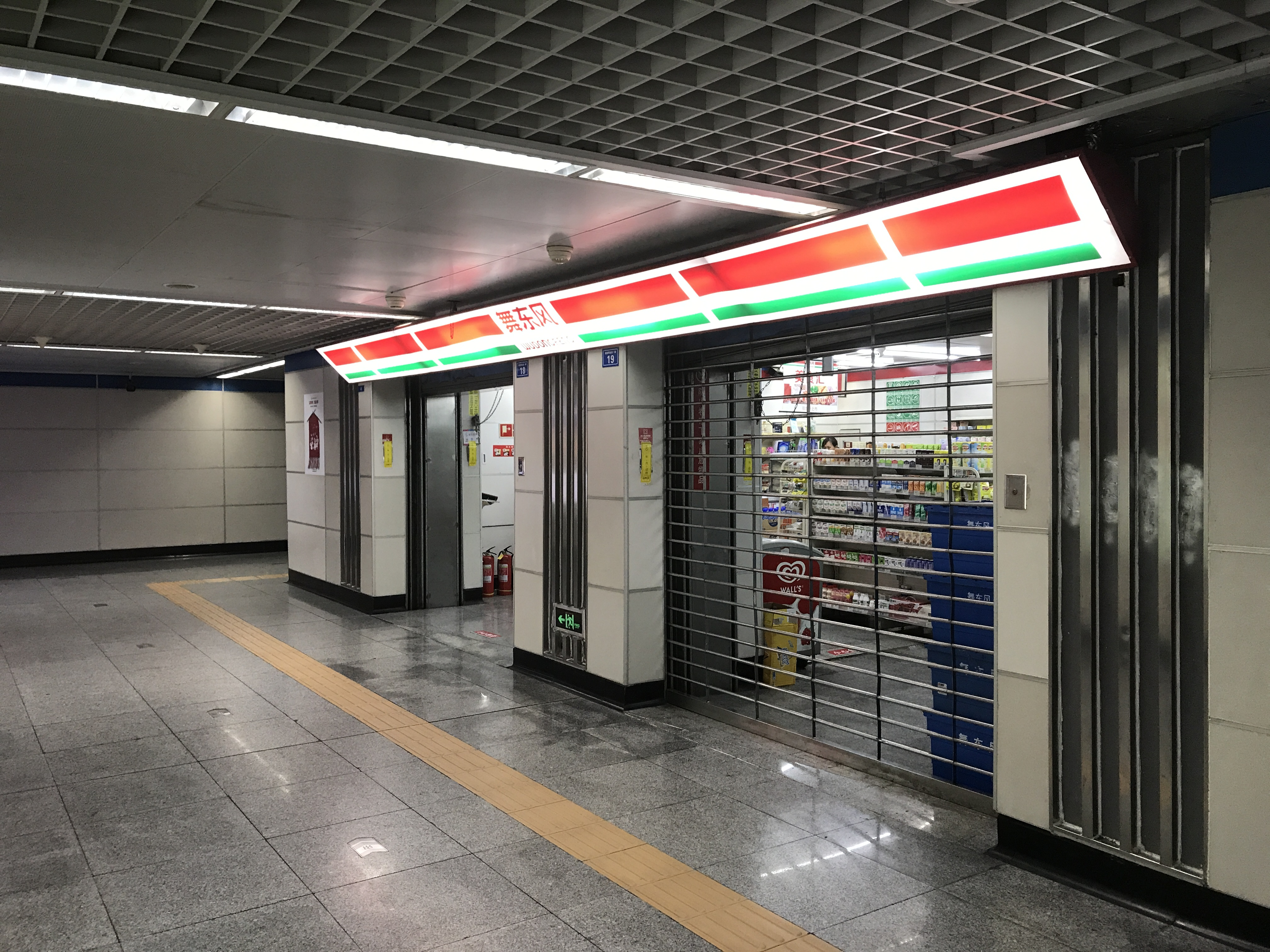
站内商店
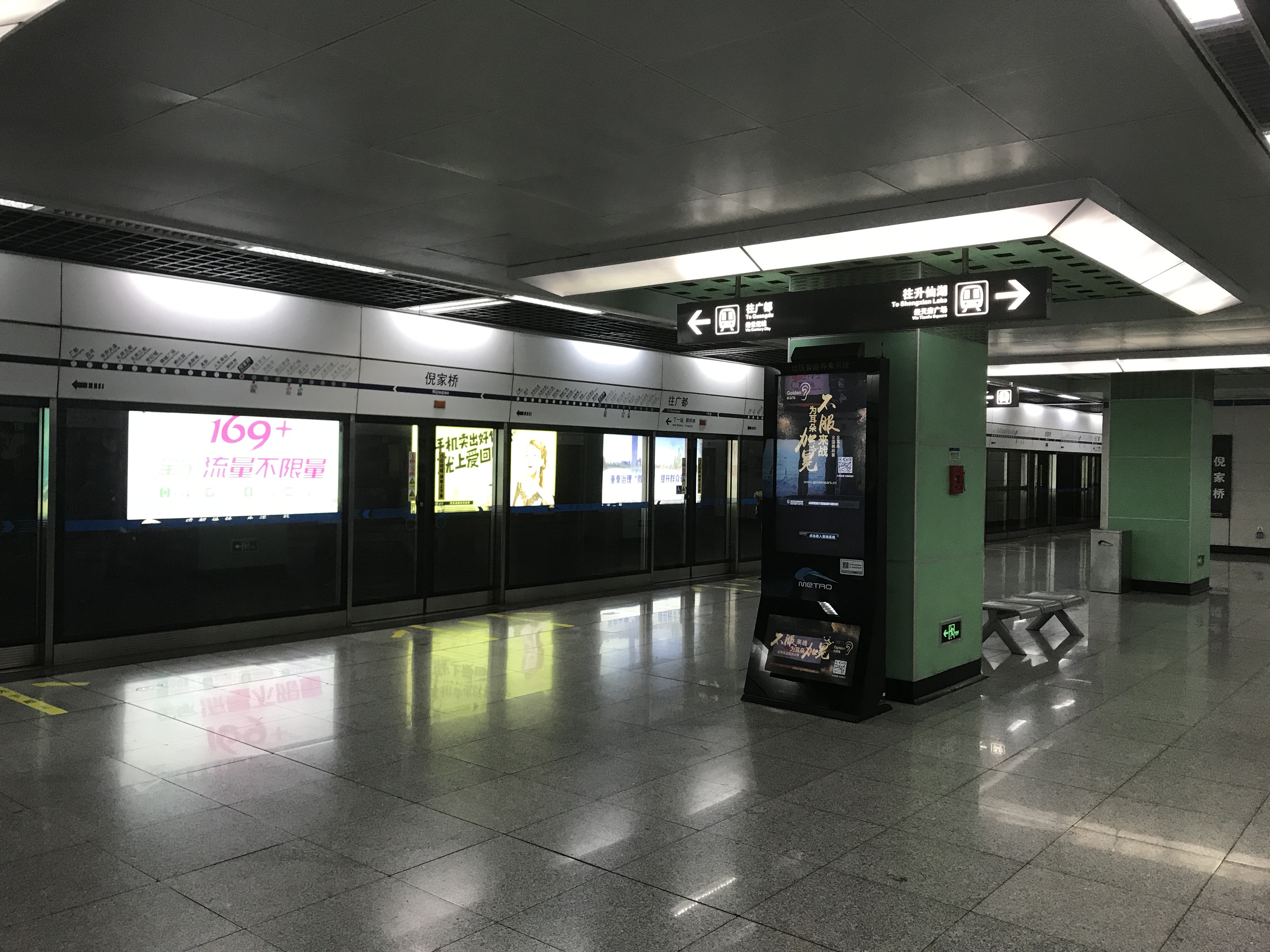
1号线站台层
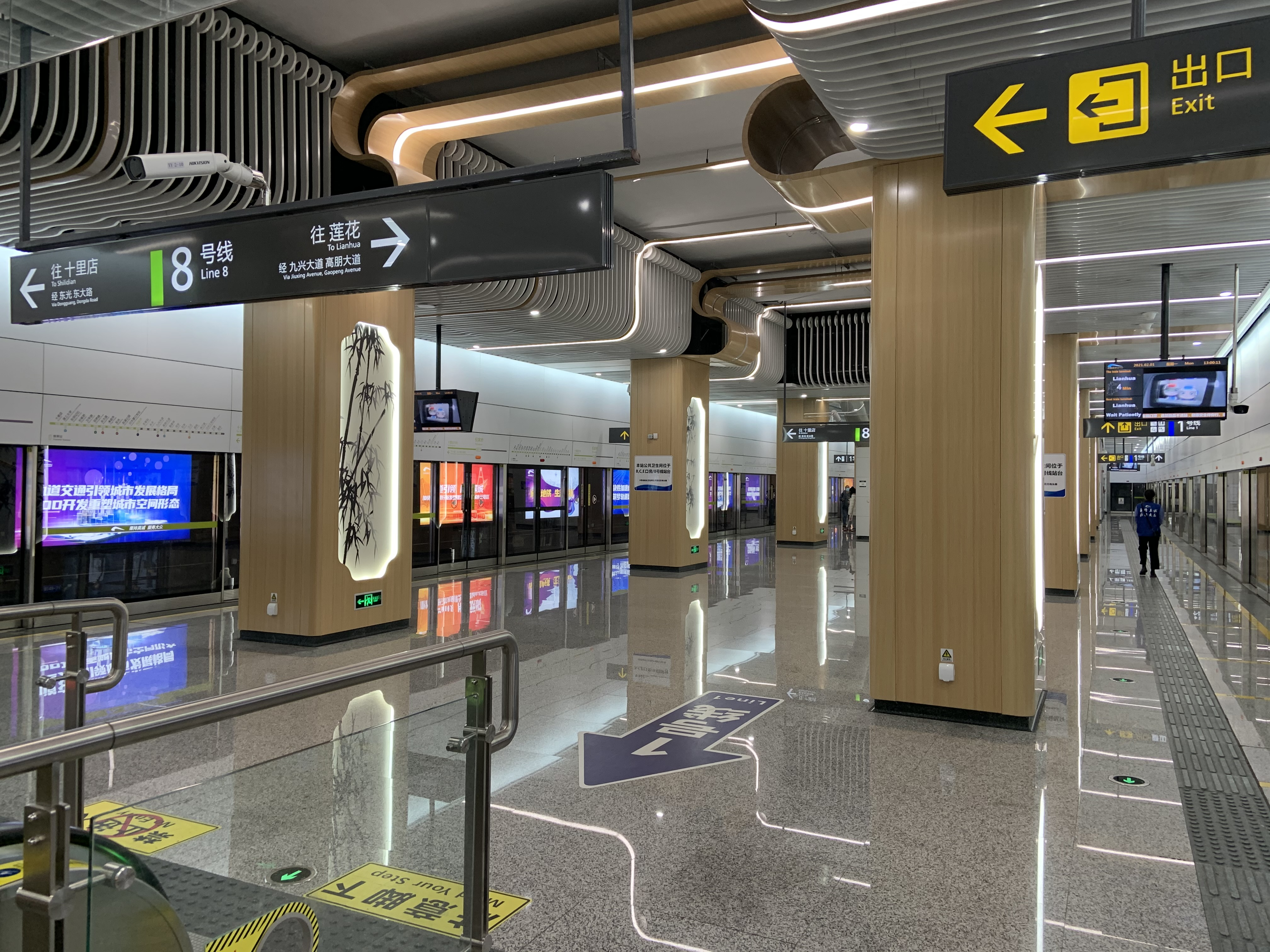
8号线站台层
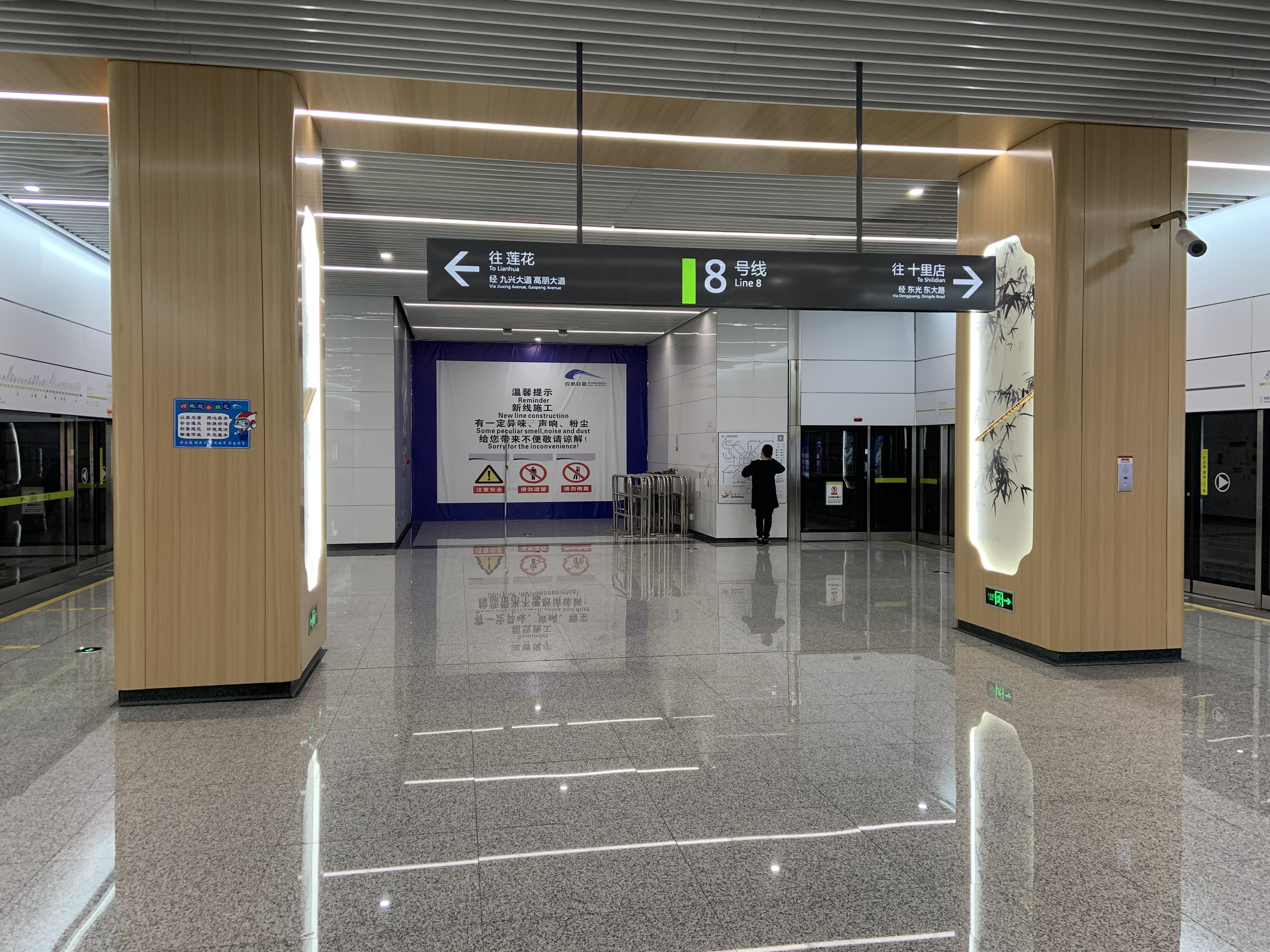
8号线站台与尚在施工的18号线站台换乘节点

## 出入口
本站目前开放5个出入口，C出口因配合18号线施工而拆除重建。
|                |                                |                                      |      |
|                |                                |                                      |      |
| 编号           | 设施                           | 指示                                 | 照片 |
| 连通 1号线站厅 |                                |                                      |      |
|                |                                | 人民南路四段、玉林东街、倪家桥路     |      |
| 出口 · B       | 无障碍电梯 无障碍卫生间        | 人民南路四段、玉洁东街               |      |
| 出口 · F       |                                | 人民南路四段、倪家桥路、玉洁东街     |      |
| 连通 8号线站厅 |                                |                                      |      |
| 出口 · D       |                                | 人民南路四段、玉林街、倪家桥路       |      |
| 出口 · E       | 无障碍电梯 无障碍卫生间 哺乳室 | 倪家桥路、玉林街、玉林西街、玉林南街 |      |

## 公交换乘
16路; 76路; 77路; 79路; 99路; 114路; 118路; 504路等

## 大事记
- 2006年8月26日，1号线车站正式开工建设[2]。
- 2008年5月25日，1号线车站主体结构封顶[3]。
- 2010年9月27日，1号线倪家桥站启用[1]。
- 2019年
  - 1月，8号线车站主体结构施工。[4]
  - 3月3日，8号线18号线换乘节点主体结构施工。[5]
  - 6月30日，8号线18号线换乘节点主体结构封顶。[6]
  - 7月22日，8号线车站主体结构封顶。[7]
- 2020年
  - 7月28日，倪家桥站附近的美国驻成都总领事馆关闭后，倪家桥站18号线三期工程的施工围挡被用于遮挡美领馆原址。[8]
  - 12月18日，8号线倪家桥站启用。
- 2021年11月15日，18号线车站主体结构施工。[9]

## 未来发展
预计2025年18号线三期开通后，本站将成为1号线、8号线和18号线三线换乘站。
18号线倪家桥站位于人民南路与倪家桥路交叉口处。车站为地下两层单柱双跨12米宽岛式站台车站，车站长639.97m，宽21.3m，埋深17.71m, 南端头设置盾构孔负责盾构接收。车站围护结构采用盖挖法施工，本站共设4个乘客出入口，3个安全出口、3组风亭。18号线与1号线采用站厅换乘，与8号线采用节点换乘。